# Moja štikla
Moja štikla – singiel chorwackiej piosenkarki Severiny Vučković wydany w 2006 roku na jej minialbumie zatytułowanym Moja štikla/Moj sokole. Utwór został napisany przez samą artystkę we współpracy z Borisem Novkoviciem i Franjo Valenticiem.
W 2006 roku utwór został ogłoszony jedną z propozycji dopuszczonych do stawki konkursowej krajowych eliminacji eurowizyjnych Dora 2006. 3 marca został zaprezentowany przez Severinę w drugim półfinale selekcji i z pierwszego miejsca awansował do finału, który dzień później wygrał dzięki zdobyciu największej liczby 30 punktów w głosowaniu jurorów i telewidzów, dzięki czemu został wybranyna propozycję reprezentującą Chorwację w 51. Konkursie Piosenki Eurowizji rozgrywanym w Atenach. 
Dzięki zajęciu miejsca w pierwszej jedenastce przez Borisa podczas konkursu w 2005 roku, reprezentantka nie musiała brać udziału w półfinale i miała gwarantowane miejsce w finale.20 maja numer został zaprezentowany przez piosenkarkę w finale widowiska i zajął w nim ostatecznie dwunaste miejsce z 56 punktami na koncie, w tym m.in. z maksymalną notą 12 punktów od Bośni i Hercegowiny.

## Lista utworów
CD single
1. „Moja štikla” – 2:56
2. „Moja štikla” (Instrumental Version) – 2:56

- Teledysk do „Moja štikla”
- Fotogaleria